# Canadiens anglais
Les termes Canadiens anglais, Canadiens anglophones ou Anglo-Canadiens font traditionnellement référence aux descendants des habitants des Treize colonies britanniqes qui se sont exilés au Canada durant et après la révolution américaine ou à ceux qui ont émigré de la Grande-Bretagne après la Conquête. Au Québec, les termes « Canadien anglais » ou « Canada anglais » sont souvent utilisés pour faire référence à tous les Canadiens anglophones, qu'ils soient ou non d'origine britannique.
Les Canadiens français de la première colonie et les Canadiens anglais de la Conquête forment les deux peuples fondateurs de la Confédération canadienne.

## Origines

### Avant la révolution américaine
À l'exception d'un comptoir à Canso, établi peu après la prise de contrôle de la Nouvelle-Écosse par la Grande-Bretagne à la suite des traités d'Utrecht de 1713, la colonisation britannique du territoire canadien avant le début de la guerre de Succession d'Autriche se limite à quelques établissements temporaires sur la côte ouest de la Nouvelle-Écosse. La fondation d'Halifax et l'établissement de 3 000 colons, suivie par 1 500 colons Suisses et Allemands à Lunenburg en 1753, change la donne. Les autorités britanniques accèdent aux demandes des colons et déportent les Acadiens, qui sont dispersés dans les colonies. Certains s'échappent et rejoignent la Nouvelle-France ou la France métropolitaine. 
La Conquête de la Nouvelle-France, consacrée par le traité de Paris de 1763, ouvre la porte des anciennes possessions coloniales de la France en Amérique à la colonisation britannique. Cependant, le développement du peuplement britannique dans les nouveaux territoires conquis avance lentement. Dans les Maritimes, la population d'Halifax chute à 1 500 habitants en 1755 en raison de la levée de l'incertitude militaire et de la réduction des primes à la pêche. Quelques centaines de colons de l'Ulster et d'Écosse s'établissent sur le territoire en 1773. Dans la nouvelle Province de Québec, créée par la Proclamation royale de 1763, les premiers marchands arrivent avec les soldats afin d'intégrer la nouvelle terre, conquise au sein du système mercantilisme anglais.

### Loyalistes

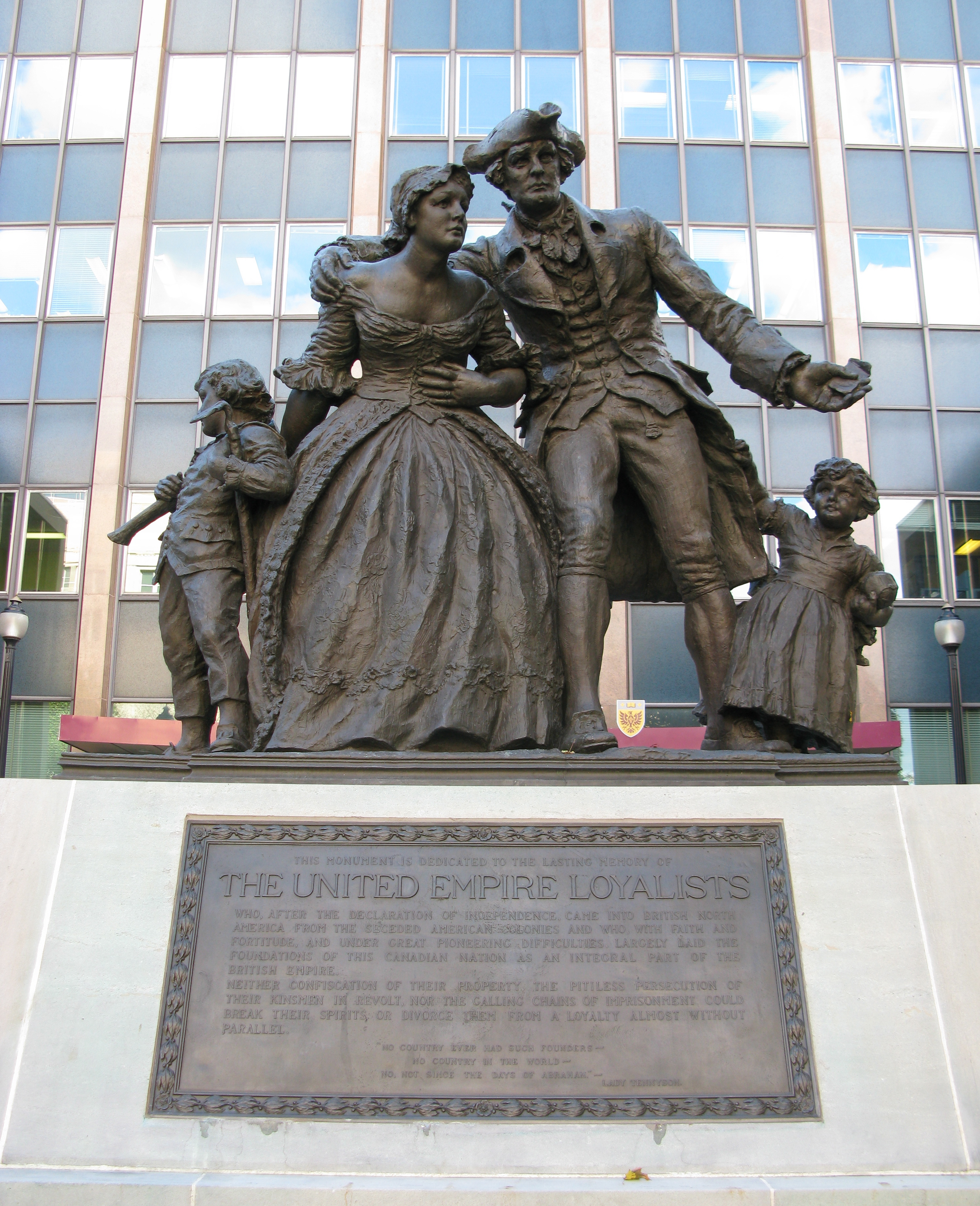
Monument en l'honneur des Loyalistes à Hamilton.

La levée de la menace française que faisait peser la Nouvelle-France sur les colonies britanniques de l'Amérique du Nord rend la protection moins nécessaire l'Empire britannique, et les colonies font face à des mouvements de désobéissance civile et de violence, qui mènent à partir de 1775 à la révolution américaine. 
La défaite de la Grande-Bretagne dans la guerre d'indépendance des États-Unis en 1783 provoque un afflux vers le nord de sujets restés fidèles à la Couronne, ainsi que les soldats, miliciens, les collaborateurs de l'armée et prisonniers de droit commun. Ils émigrent en Nouvelle-Écosse et dans la Province de Québec, dans les Cantons-de-l'Est et dans ce qui deviendra le Haut-Canada. On les appelle les Loyalistes.
Les émigrés qui s'établissent dans le Québec d'alors, qui s'étend du Labrador à la péninsule du Niagara, sont rapidement insatisfaits des coutumes reconnus par les Britanniques dans le cadre de l'Acte de Québec de 1774, en particulier le maintien de la religion catholique et le système seigneurial, qui ne sera aboli qu'en 1854. Ils demandent aux autorités de Londres une partie du territoire restant de la province, la partie sud du territoire ayant été cédée en 1783 aux États-Unis en vertu du traité de Paris, qui serait soumise au droit anglais.
Les doléances des Loyalistes sont entendues, et Londres accède aux représentations des sujets de la nouvelle colonie du Nouveau-Brunswick, créée en 1784. Les Loyalistes établis sur le bord des Grands Lacs obtiendront satisfaction avec l'Acte constitutionnel de 1791, qui divise la Province de Québec en deux territoires : le Bas-Canada et le Haut-Canada.

### Immigration des îles britanniques
À ces exilés s'ajoutent des colons anglais, qui immigrent à Terre-Neuve, les Maritimes, le Haut-Canada (l'actuel Ontario) et la Colombie-Britannique au cours des XIXe et XXe siècles; des colons écossais, surtout en Nouvelle-Écosse, dans le Haut-Canada et dans l'Ouest canadien; et des Irlandais; qui arrivent surtout à Terre-Neuve, au Nouveau-Brunswick et au Canada-Uni à partir de 1845 en raison de la grande famine irlandaise.
Leur identité sera marquée par l'ouverture du continent et les grands travaux d'infrastructures qui marquent la fin du XIXe siècle, en particulier la construction du chemin de fer transcontinental, qui est souvent considéré comme un des mythes fondateurs du Canada.

## Identité

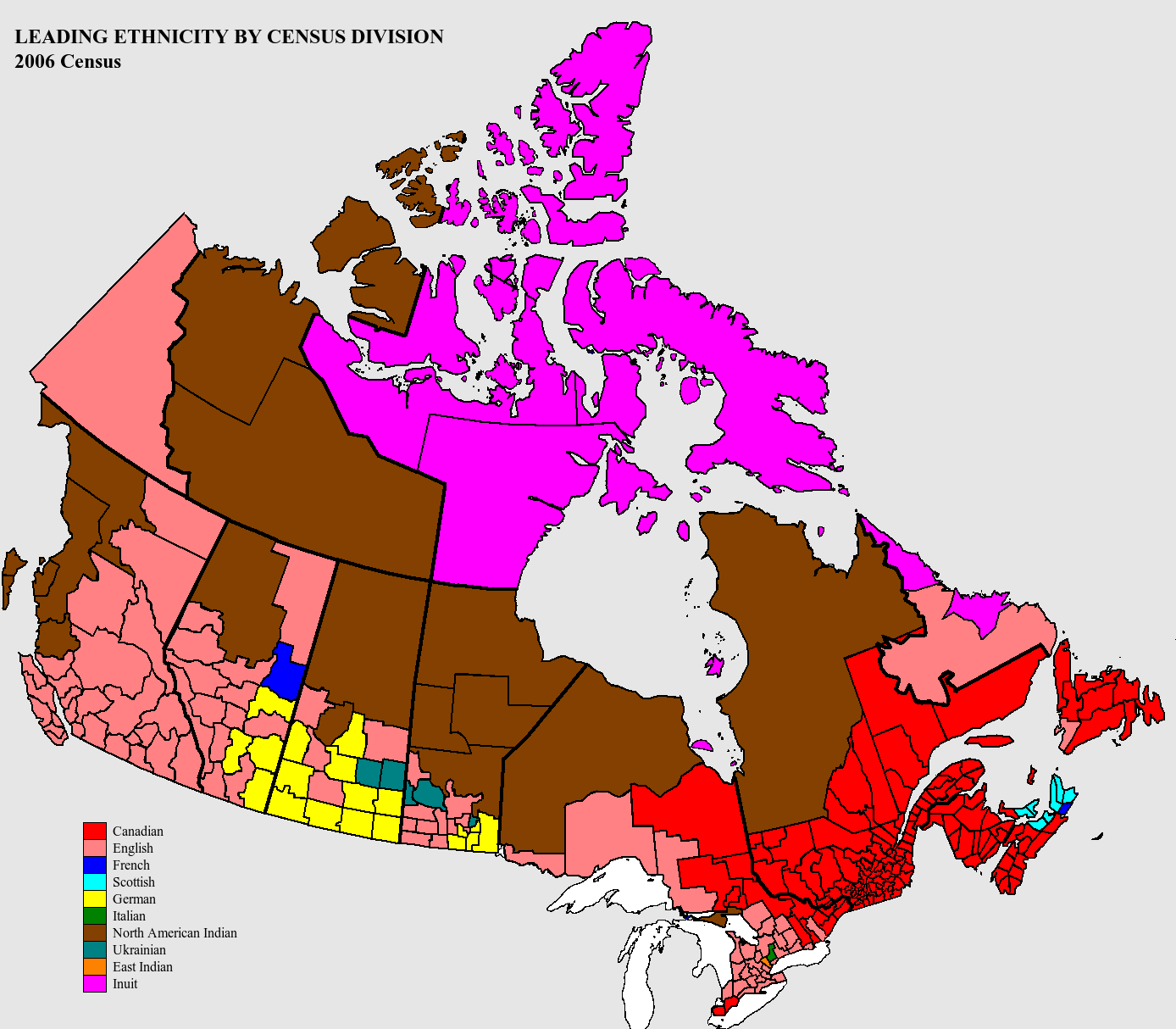
Carte des identités déclarées lors du recensement de 2006

Selon l'historien Maurice Séguin, « l'histoire du Canada était en fait l'histoire des Canadas » et que faire « l'histoire des Canadas » tait faire, « l'histoire de deux nationalismes inquiets ». Si le nationalisme canadien-français, en particulier son expression québécoise, ont été abondamment traités par la littérature des sciences sociales, en particulier depuis la Révolution tranquille de 1960 au Québec, le nationalisme canadien-anglais a en revanche moins attiré l'attention des chercheurs.
Pour le sociologue Ian Angus, de l'Université Simon Fraser, à Burnaby (Colombie-Britannique), le Canada anglais « n'a qu'un degré mineur de conscience de lui-même qui s'est manifesté récemment en réaction avec les politiques d'auto-affirmation du Québec et des Premières Nations. Même le nom “Canada anglais” est problématique : “le reste du Canada”, le “Canada sans le Québec” et d'autres circonlocutions semblables, démontrent cette difficulté ».
Angus schématise l'identité canadienne-anglaise en posant d'abord une distinction entre l'identité canadienne-anglaise et l'axe d'Ottawa de l'identité « canadienne ». Il parle de « paradoxe constitutif » dans la mesure où cette identité canadienne-anglaise dépend de sa relation avec les nations québécoise et autochtone au cours depuis 1988 pour en fournir le contexte mais aussi pour assurer l'existence de son identité même.

### Relations avec les États-Unis
Le sociologue québécois Fernand Dumont rappelle que l'identité canadienne-anglaise est confrontée au débat fondamental de l'expression de sa différence avec son puissant voisin américain :

« Le voisinage des États-Unis, infiniment plus que celui des provinces canadiennes, est aujourd'hui comme jadis le défi le plus décisif. Les Québécois forment un îlot étrange sur le continent. Les Canadiens anglais les convient à les rejoindre dans une commune résistance ; ils agitent même le spectre de l'annexion aux États-Unis au cas où il adviendrait la souveraineté du Québec. On nous ramène à notre ancienne mission de barrage contre le danger américain. »

Pour Frederick Fletcher de l'Université York, à Toronto (Ontario), le Canada a dû combattre contre le « flot naturel » des transactions nord-sud pour se maintenir en tant qu'unité économique et politique. La concentration de Canadiens français au Québec « en raison d'un accident historique et d'une politique délibérée » a creusé un fossé, qui était compens, jusque dans les années 1960, par un système efficace d'accommodation des élites. Le chercheur ajoute que des Canadiens sont préoccupés par la tendance au « Canada francophone » et au « Canada anglophone » à habiter des espaces médiatiques séparés et distincts et à la grande consommation de produits culturels importés, particulièrement au « Canada anglophone ».

## Démographie
Concernant les Canadiens anglais, quelques sacrifices qu’ils aient faits pour s‘établir, leur nombre au Bas-Canada (l'actuel Québec) était de 132 000 en 1831, et de 270 000 en 1871. Leur accroissement moyen était de 18 % tous les dix ans et s'est même réduit à 11 % entre 1851 et 1871. D'autre part, les Canadiens anglais, malgré les renforts d'une immigration constante, se sont multipliés moins activement que les Canadiens français au XIXe siècle. En 1831, ceux-là formaient 26 % de la population et au début des années 1870 ne représentent que 21,5 %.

Selon le politologue Alain-G. Gagnon: 

« Contrairement à ce que nous laissent croire plusieurs historiens au Canada anglais, Fernand Dumont nous rappelle qu'il n'y a pas de vieille et de nouvelle nation et qu'il serait illusoire de vouloir construire une nouvelle nation en délaissant ses origines comme voudraient le faire les Bercuson, Bliss, Bothwell, Granatstein et plusieurs autres lorsqu'ils cherchent à construire le Canada en niant au Québec son statut de nation. Il est intéressant aussi de constater que les plus grands défenseurs de la nouvelle citoyenneté canadienne, celle de !'après 1982, se trouvent justement dans ce groupe d'historiens révisionnistes. Ils sont même disposés à faire fi de l'histoire afin de doter le Canada de nouvelles bases sans égard pour les précédentes comme si on pouvait en faire abstraction. À croire qu'il nous est loisible de reconnaître ou non que le Canada fut d'abord constitué par les autochtones et par les Canadiens de descendance française. »

### Ce qui reste
Le groupe canadien-anglais, pris au sens étroit du terme, demeure toujours majoritaire au sein de la population canadienne au début du XXIe siècle. Toutefois, les vagues d'immigration successives, d'abord européenne (Allemands, Ukrainiens, Néerlandais, Scandinaves, Italiens et Polonais), puis asiatique (Indiens, Pakistanais, Bangladeshis, Sri Lankais, Indochinois et Chinois), ont réduit cet avantage de manière marquée depuis un siècle. Ces immigrants se sont assimilées majoritairement à la langue anglaise et à la culture du Canada anglais.

## Dénominations
Dans les endroits où les Canadiens anglais ne constituent pas la majorité des gens qui y habitent, les habitants locaux adoptent des termes pour les différencier du peuple majoritaire de la province. Par exemple, les anglophones qui vivent au Québec, province francophone, y sont désignés comme des « Anglo-Québécois » ou des « Québécois anglophones » lorsqu'ils ne sont pas inclus dans la définition de « Québécois », et les anglophones qui vivent au Nunavut, territoire inukophone mais multinlingue, y sont désignés des « Anglo-Nunavois », des « Nunavois anglophones » ou des « Nunavummiut anglophones » lorsqu'ils ne sont pas inclus dans la définition de « Nunavois »  ou « Nunavummiut ».